# Глейзер, Марат Максимович
Мара́т Макси́мович Гле́йзер (5 февраля 1935, Донской, Тульская область — 16 декабря 2022, Сестрорецк, Санкт-Петербург) — советский и российский нумизмат, бонист, филателист, фалерист и библиофил, автор книг, каталогов, энциклопедий и статей по коллекционированию денежных и нагрудных знаков России, а также почтовых марок. Почётный коллекционер Санкт-Петербурга. Член редколлегий газет «Миниатюра» и «Петербургский коллекционер».

## Биография

### Ранние годы и карьера

М.М. Глейзер с родителями

Марат Глейзер родился 5 февраля 1935 года в посёлке Донской Московской области РСФСР. Мать — Кларисса Абрамовна Поташникова (1909–1981) работала на текстильной фабрике. Отец — Макс Исаакович Глейзер (1907–1990) работал главным маркшейдером треста «Сталиногорскуголь». В 1937 году его арестовали в ходе сталинских репрессий, но два года спустя освобождён ввиду отсутствия состава преступления. Марат Глейзер тем временем вместе с матерью жил сначала в посёлке Деражня Хмельницкой области Украинской ССР, затем в городе Симферополе Крымской АССР, и только в 1941 году перебрался в Ленинград, куда отца направили на работу в Ленинградское отделение Союзмаркштреста. Там он жил в коммунальной квартире недалеко от Варшавского вокзала.
В марте 1942 года прервал обучение в 285-й школе из-за эвакуации из блокадного Ленинграда по Дороге жизни. Из деревни Кобона их направили в Сухуми Грузинской ССР. Оттуда, воссоединившись с отцом, демобилизованным как горный инженер, стал жить в посёлке Ленгер Казахской ССР. Из-за слабого физического развития Марат Глейзер пошёл в первый класс местной школы только осенью 1943 г. За отличную учёбу и примерное поведение в первых двух классах он получил похвальные грамоты. Вернулся в Ленинград только после войны в середине 1945 года, где окончил 281-ю семилетнюю школу. Отец работал до 1984 года, дослужившись до должности заместителя начальника лаборатории охраны недр Всесоюзного научно-исследовательского института горной геомеханики и маркшейдерского дела (ВНИМИ).
Весной 1947 года съездил по путёвке в пионерлагерь «Артек». После окончания школы пошёл по стопам отца и поступил на шахтостроительный факультет Ленинградского Горного института. В 1958 году окончил его, получив востребованную в то время специальность горного инженера-экономиста. По распределению работал на угольных шахтах Печорского угольного бассейна в посёлке Кожым и городе Инта Коми АССР на комбинате «Интауголь». Тогда же вышла его первая статья «Себестоимость угля и процессы производства» напечатали в местной газете «Искра». Вновь вернулся в Ленинград в 1961 году, где поступил на работу в Технико-экономический отдел Государственного института по проектированию алюминиевых, магниевых и электродных заводов «Гипроалюминий», занимаясь вопросами потребления алюминия и магния в СССР.

### Коллекционирование

#### Марки
Хобби коллекционирования возникло у Марта Глейзера еще в школьное время. По его словам, в начале своего пути он был филателистом, собирал марки с почтовых открыток. Первыми стали марки Польши. Однако в 1957 году, взяв альбом с хранящимися внутри марками и двигаясь на встречу с другими коллекционерами, попал под ливень, что вынудило избавиться от испорченной и утратившей былую ценность коллекции. Это хоть и снизило его интерес к маркам, но не лишило полностью, о чём говорили последующие изданные статьи. 
Я в детстве, как все другие мальчишки, увлекался филателией, собирал марки. Но однажды я с этими марками попал под дождь. Они промокли все, и пришлось их все выкинуть. После этого, я решил перейти на более надёжный вид коллекционирования, который не размокает от дождя, т.е. на монеты.

#### Монеты
Примерно в этот же период Марат Глейзер получил от матери советскую монету времён денежной реформы 1922–1924 годов — она была изготовлена из меди, а не из алюминиевой бронзы, как современные монеты того времени, и имела больший диаметр. Находя в обращении монеты 1930-х годов и оказавшись в кругу Ленинградских нумизматов в городском обществе коллекционеров (ЛОК), он решил в 1961 году сменить предпочтение коллекционирования марок на монеты.
Когда я вернулся после трёхлетней отработки на севере в Ленинград, там я попал на встречу нумизматов, которые проходили на улице Рубинштейна в подвальчике, и там <...> висел набор советских монет по годам. Он, конечно, был не полный, но по крайней мере я понял, что нужно собирать. И вот так вот началось моё увлечение.

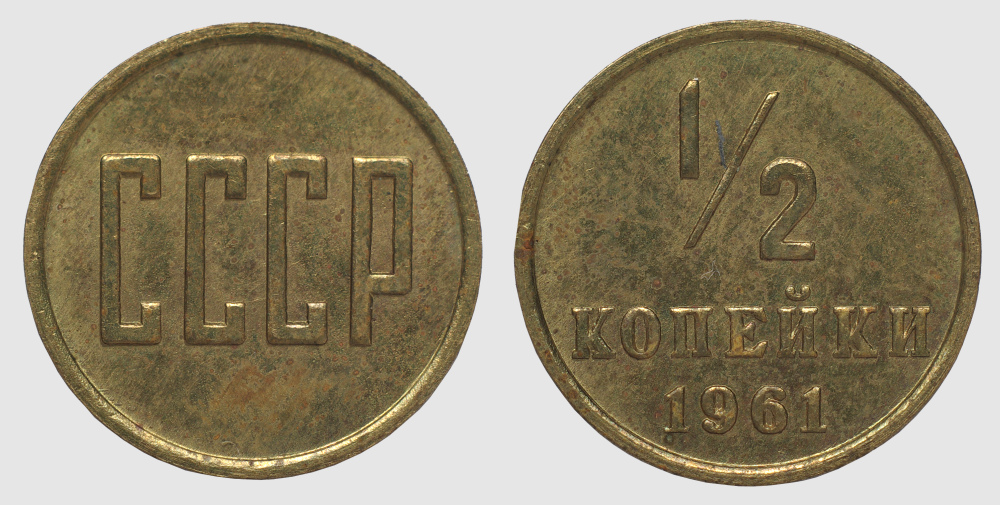
Полкопейки 1961 года, из музея АО «Гознак»

Коллекцию советских монет, наскучивших однообразным дизайном, Марат Глейзер дополнял монетами стран ОВД. В последствие жалел о том, что обменял свою платиновую монету Российской Империи номиналом 3 рубля на юбилейные монеты Венгрии. Попутно принимал многократные участия на выставках коллекционеров, выставляя на показ своё собрание монет. В 1970-х годах за 80–100 рублей приобрёл у одного из сотрудников Ленинградского монетного двора, незаконно выносившего редкие монеты с предприятия, редкую пробную монету 1/2 копейки 1961 года. По его предположению, такой номинал мог пригодиться для продажи в Ленинграде четверти буханки круглого ржаного хлеба стоимостью 14 копеек. С 1992 года начал собирать монеты СНГ.
Вместе с началом коллекционирования монет Марат Глейзер стал покупать все доступные книги по нумизматике. Первой в его библиотеку попала книга Константина Голенко «Денежное обращение Колхиды в римское время» 1964 года выпуска, работавшего в 1970-х годах библиотекарем секции нумизматики общества коллекционеров. 

#### Банкноты
Марат Глейзер не обходил стороной и банкноты. Ранее он занимался бумажными денежными знаками, выпущенными разными предприятиями и организациями Петрограда, подбирал себе определённые типы советских купюр, товарные карточки, лотерейные билеты и т.д. В 1995 году стал рассматривать банкноты постсоветских государств. Библиотека Марата Максимовича быстро наполнялась, поскольку в неё попадали не только книги по нумизматике, но и авторефераты диссертаций, журналы и вырезки из газет с упоминаниями отечественных нумизматов и бонистов.

#### Значки
В начале 1970-х Марат Глейзер увлёкся нагрудными значками. В составе клуба он участвовал в составлении программ выставок, посвященных фалеристике. Уже в 2012 году он представил общественности сведения о всех известных ему значках, выпущенных до 1946 года в Ленинграде. Более поздним выпусками он не интересовался из-за отсутствия на них клейма завода-изготовителя и отсутствия в документах сведений об их точном тираже. 

### Работа над книгами

М.М. Глейзер на мероприятии по продаже монет

В 1969 году Марат Глейзер посетил Ленинградский государственный архив Октябрьской революции и социалистического строительства (ЛГА-ОРСС), где по своему билету члена общества коллекционеров оформил разрешение на работу с подлинными документами монетного двора. Он посещал архив после работы или во время заслуженных отгулов. Выйдя на пенсию в 1994 году, Марат Глейзер получил возможность полностью посвятить себя увлечениям и продолжению изучения архивных документов. Для большей полноты своих трудов и получения дополнительных знаний Марат Глейзер знакомился и с довоенными изданиями. Для этого он записался сразу в несколько библиотек, в том числе и в Государственную библиотеку СССР в Москве.
Всего было опубликовано более 800 книг и брошюр, выпущенных при его участии. Им написано не менее 700 статей по нумизматике, бонистике, библиофилии, фалеристике, филателии и спорту.  В первую очередь, он стремился поделиться с другими коллекционерами полученным опытом и знаниями, публикуя статьи в тематических разделах газеты «Миниатюра» в 1995–2005 годах и «Петербургский коллекционер» в 1995–2008 годах.
Нравственные и этические принципы Марата Глейзера, которым он следовал всю жизнь, очень часто создавали ему сложности в общении с людьми, пренебрегающими проверкой публикуемых ими фактов. Своим долгом он считал необходимым указывать на ошибки или неточности в работах других авторов, полагая, что после его критики научный уровень написанных ими следующих работ значительно улучшится. Он не боялся открыто говорить о недостатках тех или иных трудов, не взирая на статус их создателей, направляя им подробнейшие письма, в которых перечислял замеченные фактологические несоответствия и приводил ссылки на соответствующие источники информации.
За книги «Советский червонец», «Бонистика в Петрограде – Ленинграде – Санкт-Петербурге», «XX век: любительская нумизматика», многочисленные статьи по коллекционированию монет, бумажных денежных знаков и других коллекционных материалах был награждён медалью «За выдающийся вклад в развитие коллекционного дела в России». Принимал участие в десяти нумизматических конференциях в Москве, Санкт-Петербурге, Ярославле, Нижнем Новгороде и Пскове, на восьми из них выступал с докладами.

### Болезнь и смерть
В 2020 году Марат Глейзер практически перестал посещать встречи коллекционеров, торговать своими книгами и писать статьи. У него обострилась деменция. В последние годы жизни он стал жертвой нескольких квартирных краж, приведших к потере коллекции монет, банкнот и значков, значительной части личной библиотеки, в дальнейшем оказавшихся на интернет-аукционах. 9 ноября 2022 года Марат Глейзер был госпитализирован в Сестрорецкую городскую больницу №40 с воспалением лёгких. У него была диагностирована коронавирусная инфекция COVID-19. 11 декабря его состояние ухудшилось, и несмотря на усилие врачей, он скончался 16 декабря, находясь в реанимации.
Прах захоронен в 2023 году на Еврейском кладбище Санкт-Петербурга.

## Коллекционные взгляды
Марат Глейзер советовал начинающим коллекционерам подходить к формированию своего увлечения не с редких экземпляров, а с простых и доступных.
Конечно, лучше сначала сосредоточится на доступных экземплярах, на простых. Потому что погоня за раритетами может продолжаться всю жизнь, и окончится безрезультатно.
Относительно разновидностей монет считал, что нет смысла собирать монеты, учитывая их чрезмерно мелкие элементы дизайна, например, по количеству остей или колосков на гербе СССР, которые невозможно рассмотреть без сравнения с другими монетами или специальной техники.
Таких разновидностей можно найти сотню, придумывать «там лишний лепесток», «там чёрточка лишняя», и тому подобное. Я видел, например, украинский каталог, там какой-то копейке они нашли чуть-ли не сотню разновидностей. Куда их к чёртовой матери собирать, как говориться? Убьёшься!
Также говорил о том, что не нужно коллекционировать бракованные монеты.
Зачем брак какой-то коллекционировать? Вот предположим, вы купили книгу, и в ней обнаружили, что некоторые страницы напечатаны с браком, или вообще пустые. Что вы будете эту книгу ценить дороже, чем обычную книгу? Вы пойдёте в магазин и меняете на обычную книгу.
К инвестиционным серебряным и золотым монетам, продающимся в коммерческих банках, также относился отрицательно
<...> потому что для того, чтобы собирать такие монеты, нужно обладать миллионным состоянием. <...> Сейчас выпускаются монеты ценой 50000 рублей, но тираж этих монет 15 штук. Спрашивается — кто их может купить? И где их можно купить?

## Награды
- Юбилейная медаль «65 лет Победы в Великой Отечественной войне 1941—1945 гг.»[5]
- Юбилейная медаль «60 лет Победы в Великой Отечественной войне 1941—1945 гг.»[5]
- Медаль «Ветеран труда»[5]
- Медаль «В память 300-летия Санкт-Петербурга»[5]
- Медаль «За выдающийся вклад в развитие коллекционного дела в России»[5]
- Медаль «В честь 60-летия полного освобождения Ленинграда от фашисткой блокады»[5]
- Нагрудный знак «Почётный член Общества коллекционеров Санкт-Петербурга»[5]
- Знак «Жителю блокадного Ленинграда»[5]

## Работы
- Глейзер М.М. История филателии в Петербурге - Петрограде - Ленинграде (1883-1988) / М.М. Глейзер. — М.: Радио и связь, 1989. — 71 с. — ISBN 978-5-256-00569-3
- Глейзер М.М. Библиотека филателиста. Часть 1-я. Книги / М.М. Глейзер. — М.: Радио и связь, 1990. — 112 с. — ISBN 978-5-256-00631-2
- Глейзер М.М. Библиотека филателиста. Часть 2-я. Журналы / М.М. Глейзер. — М.: Радио и связь, 1992. — 88 с. — ISBN 978-5-256-00924-9
- Глейзер М.М. Советский червонец / М.М. Глейзер. — СПб.: Реноме, 1993. — 178 с. — ISBN 978-5-00125-314-3
- Глейзер М.М. Бумажные денежные знаки и монеты республик бывшего Союза / М.М. Глейзер. — СПб.: Миниатюра, 1995. — 60 с. — ISBN 978-5-7559-0013-4
- Глейзер М.М. Бонистика в Петрограде - Ленинграде - Санкт-Петербурге / М.М. Глейзер. — СПб.: Александр-принт, 1998. — 171 с. — ISBN 978-5-7580-0078-7
- Глейзер М.М. XX век: любительская нумизматика в Петербурге – Петрограде – Ленинграде – Санкт-Петербурге / М.М. Глейзер. — СПб.: Издательство Политехнического университета, 2009. — 112 с. — ISBN 978-5-7422-2135-7
- Глейзер М.М. Советские монеты, 1921-1991. Краткая история : к 90-летию со времени чеканки первых советских монет / М.М. Глейзер. — СПб.: Реноме, 2011. — 152 с. — ISBN 978-5-91918-080-7
- Глейзер М.М. Сводный каталог бумажных денежных знаков, стандартных и юбилейных монет государств бывшего Советского Союза / М.М. Глейзер. — СПб.: Реноме, 2013. — 185 с. — ISBN 978-5-91918-310-5
- Глейзер М.М. Ленинградское общество библиофилов, 1923-1940 / М.М. Глейзер. — СПб.: Реноме, 2014. — 253 с. — ISBN 978-5-91918-403-4.
- Ларин-Подольский И. А. Русские монеты от Петра I до Николая II. Большая иллюстрированная энциклопедия / М.М. Глейзер. — М.: Эксмо, 2014. — 253 с. — ISBN 978-5-699-61347-2
- Глейзер М.М. Издательство «Алконост» 1918 – 1923 / М.М. Глейзер. — СПб.: Реноме, 2015. — 160 с. — ISBN 978-5-91918-559-8.
- Глейзер М.М. Нумизматы Санкт-Петербурга-Петрограда-Ленинграда-Санкт-Петербурга. Публикации XX-XXI веков / М.М. Глейзер. — СПб.: Реноме, 2020. — 86 с. — ISBN 978-5-00125-353-2